# Казе Ђели (Пистоја)
Казе Ђели је насеље у Италији у округу Пистоја, региону Тоскана.
Према процени из 2011. у насељу је живело 59 становника. Насеље се налази на надморској висини од 39 м.